# 胖丁
胖丁（日語：プリン，粵語舊譯：波波球）任天堂和Game Freak所特許經營的《精靈寶可夢》系列裡的虛構生物「寶可夢」中的一種，在《精靈寶可夢 紅》與《精靈寶可夢 綠》中首次被引入，並出現在其後續作品及改編作品中，也被製作成填充絨毛玩具，它被稱為氣球寶可夢，外觀是粉紅色的圓球狀，胖丁是由寶寶丁進化而成，可以透過使用月之石進化成胖可丁。這個寶可夢由杉森建創作，在動畫裡的配音員是金井美香。在第九世代加入妖精加超能力系的古代種，名為「吼叫尾」。

## 設計與特徵
胖丁由Game Freak團隊設計、由杉森建定稿，是第一世代的151種寶可夢之一，初次登場於《精靈寶可夢 紅》和《精靈寶可夢 綠》中。它的名字日文名稱源自於日文的布丁日語：。而它的英文名稱「Jigglypuff」則是以外觀和特徵做為命名的來源，是由「Jiggly」（搖晃）和「Puff」（膨脹）組成的。胖丁是由寶寶丁進化而成的，當遊戲主角與寶寶丁的一項用於表示雙方親密關係的數值「親密度」超過特定的值後，寶寶丁可以進化成胖丁，而當玩家對胖丁使用遊戲中一種名為月之石的道具後，胖丁可以進化成胖可丁。
胖丁的外表是一個粉紅色的圓球，有貓耳和大眼睛，可以像汽球一樣膨脹身體，胖丁的特點是透過唱歌使對方入睡，依據設定，它在唱歌時不會換氣，會透過調節聲帶唱出最容易令對方睡著的波長。 Game Freak的團隊已經注意到動畫和電子遊戲中的胖丁都很受到大眾的歡迎，而團隊自身也很喜歡胖丁。

## 登場

### 電子遊戲
胖丁和它的進化型胖可丁初次登場於《精靈寶可夢 紅》與《精靈寶可夢 綠》，而在後續作品《精靈寶可夢 金》、《精靈寶可夢 銀》中加入了親密度的設定，並引入胖丁進化前的型態寶寶丁，它們在後續作品《精靈寶可夢 紅寶石》、《精靈寶可夢 藍寶石》、《精靈寶可夢 鑽石》、《精靈寶可夢 珍珠》、《精靈寶可夢 黑》、《精靈寶可夢 白》、《精靈寶可夢 X》、《精靈寶可夢 Y》、《精靈寶可夢 太陽》、《精靈寶可夢 月亮》及它們的重製版、改版裡皆有登場。胖丁在《精靈寶可夢 X》和《精靈寶可夢 Y》以前是一般屬性，自《精靈寶可夢 X》和《精靈寶可夢 Y》之後是雙屬性，為一般屬性和妖精屬性。
除了主系列遊戲，胖丁在《精靈寶可夢彈珠檯》等旁支遊戲中登場，儘管不是遊戲主角，它也在《任天堂明星大亂鬥系列》裡登場，遊戲總監櫻井政博表示這麼做的理由是胖丁的外表和《星之卡比》系列的主角卡比差不多，只要稍微修改卡比的模組和動畫就可以做成胖丁。

### 動畫
在電視動畫《精靈寶可夢》裡，胖丁經常會登場，它初次登場於第44集《唱歌吧！胖丁！》中，目標是成為知名歌手，但它的聽眾在歌曲結束前都會陷入沉睡。胖丁的演唱經常會造成主角小智和他的旅伴困擾，因為胖丁會讓他們全部睡著，而這時候胖丁會非常生氣，它會拔下麥克風並使用內藏的麥克筆在睡著的聽眾的臉上畫上各種圖案，藉此洩憤。
該胖丁出場於無印至超世代，太陽&月亮再次出現。同時還有不少胖丁也零星出現在動畫系列中。

### 印刷品
在漫畫《電擊皮卡丘》裡，一位叫咪咪的女孩有胖丁，他用胖丁從火箭隊的武藏和小次郎手中保護了一群野生的皮皮。林原惠原作、姫野かげまる作畫的《胖丁的魔法搖籃曲》裡，胖丁想透過唱歌來讓另一個寶可夢的心情好一點，但它的歌卻反而使對方睡著了，這讓胖丁很傷心，直到它的朋友來替它解決問題。
在漫畫《神奇寶貝特別篇》裡，主角之一小藍有一隻胖丁，那隻胖丁可以膨脹成好幾倍，讓小藍可以把它當作熱汽球一樣在空中移動。這隻胖丁隨著故事進展進化成胖可丁。

## 周邊產品與迴響

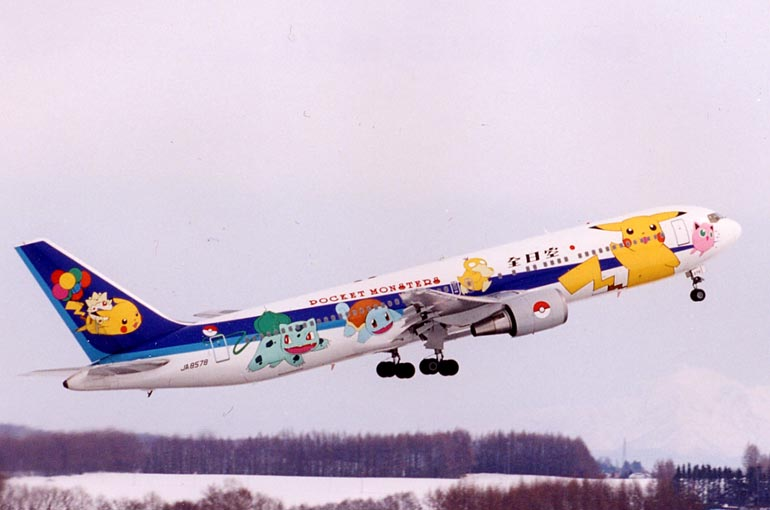
繪有寶可夢的波音767，胖丁位於機鼻處。

在精靈寶可夢周邊商品或產品中經常可以看到胖丁，例如寶可夢飛機裡一台波音747的機身上，在1998年的版本裡，胖丁位於機鼻，在1999年的版本中位於機翼上方，而在國際版裡，胖丁的位置在機鼻。胖丁也被做成各種尺寸的絨毛填充玩具以及各種類型的玩具Author Harry Schlesinger wrote that Jigglypuff was popular among girls.
胖丁是個受歡迎的角色，《The Virginian-Pilot》將它評論為第一世代的151個寶可夢中最爆笑的寶可夢而它也被認為是該系列最受歡迎的角色之一，以及任天堂旗下的吉祥物之一。《皮卡丘全球冒險：精靈寶可夢的興衰》一書裡提到，胖丁很受孩童和女性的喜愛，並將它受歡迎的原因歸咎於孩童和女性對粉紅色的喜愛，並將之與受男性歡迎的寶可夢，例如小火龍和傑尼龜做對比。期刊《性別角色》指出儘管沒有表明動畫裡的胖丁的性別，但大多數人會認為它是女性，研究認為這與它的粉紅色外表及讓人睡著的歌唱能力有關。
GamesRadar的編輯Carolyn Gudmundson認為「可愛的粉紅球體外型」的寶可夢是最一個過度氾濫的寶可夢設計，而這與胖丁在動畫中的表現有關。IGN編輯Lucas Thompson認為《任天堂明星大亂鬥系列》中的胖丁是個很受歡迎的沙包角色，不過也有很擅長用它進行戰鬥的玩家Mania.com的Andrew Tei認為動畫中對於胖丁的描寫很快就會使觀眾惱怒，GamesRadar的Carolyn Gudmundson不同意這個觀點，他認為動畫裡的胖丁是個到處惹事生非的壞傢伙。